# Grammitis deplanchei
Grammitis deplanchei är en stensöteväxtart som först beskrevs av Bak., och fick sitt nu gällande namn av Edwin Bingham Copeland. Grammitis deplanchei ingår i släktet Grammitis och familjen Polypodiaceae. Inga underarter finns listade.